# Cuerpo extraño en el oído
Un cuerpo extraño en el oído es un cuerpo extraño en el canal auditivo externo.Los síntomas pueden variar desde no tener dolor alguno hasta secreción en el oído.La audición puede disminuir.Las complicaciones pueden incluir sangrado (hemorragia) o rotura de la piel.
Los objetos que se encuentran en el oído pueden incluir perlas, hisopos de algodón, papel, arena, insectos y baterías en forma de botón. Los cuerpos extraños generalmente quedan atrapados en el estrechamiento entre el cartílago del pabellón auricular y los huesos del cráneo. El diagnóstico generalmente se realiza mediante el examen de oído con un otoscopio.
Se puede colocar un líquido de lidocaína calentado al 1 o 2% en el oído para ayudar a adormecerlo antes de intentar extraer el objeto extraño. También se puede utilizar  sedación durante el procedimiento para facilitar el procedimiento. Se pueden utilizar varias técnicas para la extracción en sí, incluidas la succión, irrigación y el uso de fórceps. Se pueden utilizar gotas antibióticas para los oídos si hay signos de rotura de la piel. Las complicaciones de un intento de extracción pueden incluir la perforación del tímpano.
Los cuerpos extraños en el oído suceden de manera frecuente.Se presentan más a menudo en niños y son el tipo más común de cuerpo extraño en este grupo de edad. Se encuentran descripciones de cuerpos extraños en el oído en la literatura antigua, incluidos los escritos de Hipócrates alrededor del año 400 a.c.